# Відкритий чемпіонат Франції з тенісу 2013
Відкри́тий чемпіона́т Фра́нції з те́нісу 2013 (відомий також як Ролан Гаррос на честь знаменитого французького авіатора) — тенісний турнір, який проводиться на відкритому повітрі на ґрунтових кортах. Це 112 Відкритий чемпіонат Франції, другий турнір Великого шолома в календарному році. Турнір проходив на Стад Ролан Гаррос у Парижі з 26 травня по 9 червня 2013 року.

## Результати фінальних матчів

### Одиночний розряд. Чоловіки
Рафаель Надаль переміг  Давида Феррера, 6–3, 6–2, 6–3

### Одиночний розряд. Жінки
Серена Вільямс перемогла  Марію Шарапову, 6-4 6-4

### Парний розряд. Чоловіки
Боб Браян /  Майк Браян перемогли пару  Мікаель Льодра /  Ніколя Маю, 6–4, 4–6, 7–6(4)

### Парний розряд. Жінки
Катерина Макарова /  Олена Весніна перемогли пару  Сара Еррані /  Роберта Вінчі , 7-5, 6-2

### Мікст
Луціє Градецька /  Франтішек Чермак перемогли пару  Крістіна Младенович /  Деніел Нестор, 1–6, 6–4, [10–6]

### Юніори

#### Хлопці. Одиночний розряд
Крістіан Гарін переміг  Александра Звєрєва, 6–4, 6–1

#### Дівчата. Одиночний розряд
Белінда Бенчич перемогла  Антонію Лоттнер, 6–1, 6–3

#### Хлопці. Парний розряд
Кайл Едмунд /  Фредеріко Феррейра Сілва перемогли пару  Крістіан Гарін /  Ніколас Харрі, 6–3, 6–3

#### Дівчата. Парний розряд
Барбора Крейчикова /  Катержина Сінякова перемогли пару  Доменіка Гонсалес /  Беатріс Аддад Майя, 7–5, 6–2